# Cal Magí de l'Aigua
Cal Magí de l'Aigua és una obra de Guissona (Segarra) protegida com a Bé Cultural d'Interès Local.

## Descripció
Edifici modernista de tres plantes. A la planta baixa trobem un portal amb arc rebaixat i motllura llisa. Les dues plantes tenen un balcó ovalat amb barana de forja i una porta baconera rectangular. Les diferents plantes estan separades per línies d'imposta. L'edifici de pedra en planta baixa i arrebossat i pintat en la resta, és rematat per un parament amb frontó ovalat i totalment llis.
(Text procedent del POUM)